# Freziera retinervia
Freziera retinervia är en tvåhjärtbladig växtart som beskrevs av Clarence Emmeren Kobuski. Freziera retinervia ingår i släktet Freziera och familjen Pentaphylacaceae. Inga underarter finns listade i Catalogue of Life.